# شهرداری انگوره
شهرداری انگوره (به لاتین: Engure Municipality) یک شهرداری در کشور لتونی است. شهرداری انگوره ۷٬۸۵۵ نفر جمعیت دارد.